# Šimon Brejcha
Šimon Brejcha (* 2. října 1963 Karlovy Vary) je český výtvarník a grafik. Patří k uznávaným osobnostem české grafiky počátku jednadvacátého století. V roce 2022 získal Cenu Vladimíra Boudníka za tvůrčí přínos v oblasti grafické tvorby. Svoji tvorbu vystavuje na významných mezinárodních výstavách grafiky v Japonsku, Číně, USA, JAR, Rakousku, Polsku a dalších zemích.
Jeho práce vlastní například Národní galerie v Praze, Galerie hlavního města Prahy, Památník národního písemnictví, Muzeum umění Olomouc, Městská galerie Karlovy Vary, Oblastní galerie Liberec, Muzeum umění ve městě Györ v Maďarsku nebo Tama Art University v Tokiu v Japonsku. Také v soukromých sbírkách českých i zahraničních sběratelů lze nalézt jeho díla.

## Životopis
Šimon Brejcha se narodil 2. října 1963 v Karlových Varech. Kreslil již od raného dětství. V roce 1994 absolvoval Pedagogickou fakultu Univerzity Karlovy v Praze. Následně se zúčastnil řady stipendijních pobytů. V letech 1997 a 2002 získal stipendium ve Wilke Atelieru v Bremerhavenu v Německu, v roce 2001 stipendium Nadace pro současné umění Praha. V Německu pracoval na Grafických dílnách v Drážďanech a v roce 2007 získal stipendium uměleckého domu Künstlerhaus ve městě Hooksiel v Dolním Sasku. V roce 2009 absolvoval rezidenční pobyt ve Wilke Atelieru v Bremerhavenu.
Mezi lety 2002 – 2013 několikrát působil jako hostující docent kresby a grafiky v VHS Bremerhaven , v Bassumu a v Drážďanech. Připravoval vzdělávací programy pro Kunsthalle v Bremerhavenu a v roce 2007 vedl Mistrovský workshop v Hooksielu.
V letech 2010-2012 učil na katedře výtvarné výchovy PedF UK v Praze. Vyučuje také výtvarnou výchovu na gymnáziu Na Pražačce v Praze.
Ve roce 2023 – 2024 se zapojil jako lektor v ročním stipendijním programu MenART, který je určen pro nadané děti od třinácti let a studenty v oboru grafika.

## Dílo
Svoji uměleckou dráhu začínal Šimon Brejcha v osmdesátých letech dvacátého století jako malíř. Výtvarně jej ovlivnily studijní pobyty v Německu, kde pobýval delší dobu i s rodinou. Zajímala jej povrchová struktura malby a její haptické možnosti.
Věnuje se strukturální malbě a grafice, vytváří především velkoformátové tisky. Charakteristický je pro jeho tvorbu materiálový tisk. Používá otisky přírodních materiálů (větvičky, kořeny apod.), ale i průmyslový odpad. Experimentování s technologickými postupy vede k vytváření a následně používání vlastních autorských grafických technik. Používá slepotisk, kombinuje další techniky a akvatintu. Každá z jeho prací se vyznačuje originálním přístupem a někdy i zcela novou techniku. Používá impregnované papírové matrice, které stabilizuje lakem. Grafiku kombinuje s performancí, používá také animaci.
Proti trendům současné grafiky ve světě se vymezuje a vědomě se snaží nabourávat chápání grafiky. Při tvorbě velkoformátové grafiky používá  kumulativní, vrstvený tisk. Formu závěsného obrazu docílí kašírováním tisku na plátno. Většina jeho prací jsou originály.

### Samostatné výstavy
Výběr z výstav po roce 2000
- 2023 – Prezentace laureáta Ceny Vladimíra Boudníka, Galerie GOMA
- 2022 – Tkáň, Galerie Raskolnikow, Drážďany[11]
- 2020 – Zahradničení, Galerie Václava Špály, Praha[12]
- 2018 – Reality? Reality!, Cermak-Eisenkraft[13]
- 2016 – Sběrač a drtič, GASK, Kutná Hora
- 2015 – Spaces, Bourglinster, Lucembursko
- 2011 – See what you don't see, Kunstverein Coburg, Německo
- 2010 – Buch much, Galerie umění Karlovy Vary, Letohrádek Ostrov
- 2010 – Buch much, Oblastní galerie Liberec, Liberec
- 2009 – Spolubydlící, Wilke Atelier, Bremerhaven, Německo
- 2007 – Nanovetřelci, Galerie Kabinet, Brno
- 2007 – Nanovetřelci, Künstlerhaus Hooksiel, Německo
- 2007 – Rákosové žně, Künstlerhaus Hooksiel, Německo
- 2006 – Skin so soft, Professorium, Galerie für zeitgenössische Kunst, Würzburg, Německo
- 2005 – Skin so soft, Nová síň, Praha
- 2005 – Skin so soft, Kulturforum Land Wursten, Dorum, Německo
- 2002 – Co mi vyprávěla krabí noha…, Wilke Atelier, Bremerhaven, Německo
- 2002 – Kresby z let 80., Alte Posthalterei, Syke, Německo
- 2002 – Vrstvy, Radnice města Diepholz, Německo
- 2001 – Výsledky stipendia Grafických dílen, Kulturrathaus Drážďany, Německo
- 2001 – Stíny běžící travou…, Galerie U Prstenu, Praha
- 2000 – Dvacet způsobů vnímání…, Kostel sv. Štěpána, Brémy, Německo[13]

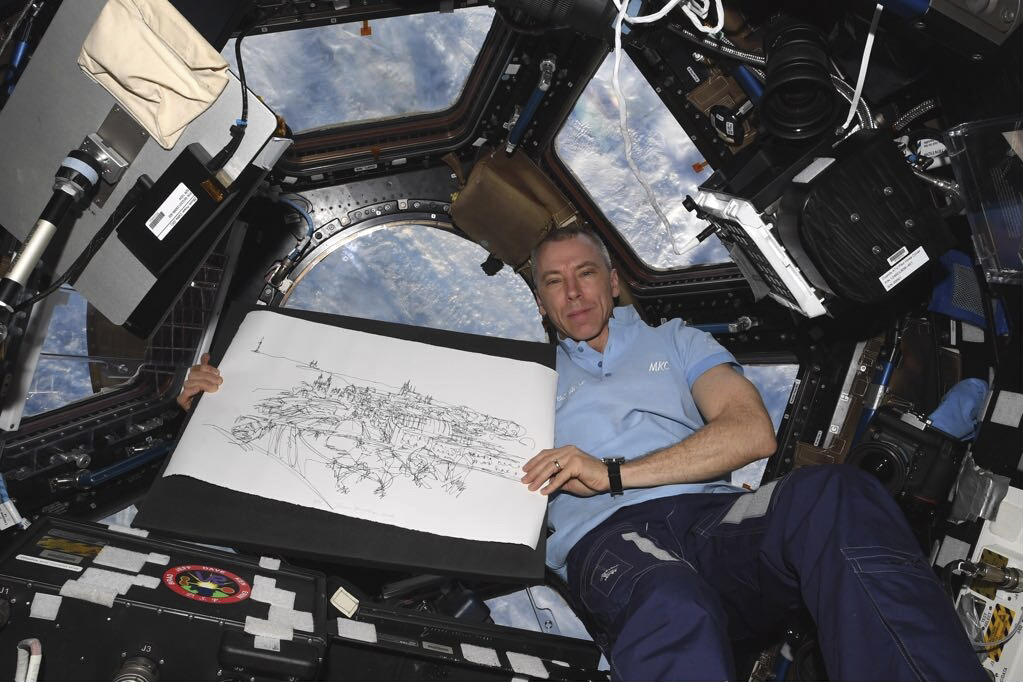
Andrew Feustel s grafikou Šimona Brejchy na ISS 2018

### Účast na kolektivních výstavách
Výběr z výstav po roce 2010
- 2024 – Artist's Book Triennial, Turčianská Galéria, Martin, Slovensko
- 2024 – Planet ID, Galerie Roudnice
- 2022 – International Biennial Print Exhibit, Taiwan[14]
- 2022 – Grafika roku 2022, Česká galerii moderního umění, Praha[15]
- 2021 – 19. Internationale Grafik-Triennale Frechen, Německo
- 2021 – Domýšlet & Rozpoznávat, Galerie Caesar, Olomouc[16]
- 2021 – Hledání neopakovatelnosti, Galerie Hollar, Praha[17]
- 2021 – Groteska z Teska, Galerie Hollar, Praha[18]
- 2019 – Screening, GASK, Kutná Hora
- 2019 – Česká grafika, České centrum v Paříži, Francie
- 2019 – Autoportrét – realita- identita?, Galerie Hollar, Praha
- 2018 – 16 + 1, Ningbo Museum of Art, Ning-po, Čína
- 2018 – Encounters, Impact 10, Santander, Španělsko
- 2017 – Hollar dnes, Obecní dům, Praha
- 2017 – Kniha prostor pro grafiku, grafika inspirace pro knihu , Galerie Hollar, Praha
- 2017 – Kniha prostor pro grafiku, grafika inspirace pro knihu, Galerie Františka Drtikola, Příbram
- 2016 – Nová tvorba, Galerie Hollar, Praha
- 2016 – Trienále grafiky, Macao
- 2015 – Mezinárodní bienále grafiky, Guanlan, Čína
- 2015 – Na hranici zobrazovaného obrazu, Galerie Hollar, Praha
- 2014 – New Prints Summer 2014, IPCNY, New York, USA
- 2014 – ICPNY, Gallery 6, Christie's, New York, USA
- 2014 – Výsledky sympozia 2013, Akademia, Bělehrad, Srbsko
- 2013 – Setkání, Akademia, Bělehrad, Srbsko
- 2013 – Mezinárodní trienále grafiky Krakov 2012, Vídeň, Rakousko
- 2013 – New Prints, IPCNY, Austin, Texas, USA
- 2013 – Mezinárodní cena grafiky, FIG 1, Bilbao, Španělsko
- 2012 – Mezinárodní trienále grafiky, Katovice, Polsko
- 2012 – Mezinárodní trienále grafiky, Krakov, Polsko
- 2012 – New Prints, IPCNY, New York, USA
- 2011 – Mezinárodní bienále grafiky, Guanlan, Čína
- 2010 – Grafika bez hranic, Horst-Janssen-Museum, Oldenburg, Německo
- 2010 – Kontinuita, Galerie Rotunda, Lincoln, Nebraska, USA[13]

### Ocenění
Výběr z ocenění po roce 2010
- 2024 – Hlavní cena v kategorii D, autorská kniha, Grafika roku 2023, Praha
- 2017, 2019, 2020 – Nominace na Cenu Vladimíra Boudníka
- 2017 – Cena Kritiky, Grafika roku 2016, Praha
- 2016 – Cena Kritiky, Grafika roku 2015, Praha
- 2015 – Cena Nadace Hollar, Festival malých formátů, Praha
- 2014 – Hlavní cena v kategorii D, autorská kniha, Grafika roku 2013, Praha
- 2014 – Čestné uznání, Grafika roku 2013, Praha
- 2013 – Čestné uznání, Grafika roku 2012, Praha
- 2012 – Nominace Fig Bilbao, Španělsko
- 2012 – Čestné uznání, Grafika roku 2011, Praha
- 2011 – Hlavni cena, Grafika roku 2010, Praha

### Katalogy
- Šimon Brejcha, Eva Bendová: Zahradničení, Praha, 2019, ISBN 978-80-90665-83-5
- Přesahy grafiky 2016[19]
- Šimon Brejcha a kol.: Sběrač a drtič, Praha, 2016, ISBN 978802700305-1
- Gitta von Chmara: Schilfernte- Simon Brejcha, Hooksiel, ISBN 3-938285-06-0
- Markéta Kroupová, Božena Vachudová: Buch Much - Šimon Brejcha, Liberec, ISBN 978-80-85050-83-7
- Markéta Kroupová, Božena Vachudová: Buch Much - Šimon Brejcha, Karlovy Vary, ISBN 978-80-85014-91-4